# Velîka Horbașa, Novohrad-Volînskîi
Velîka Horbașa (în ucraineană Велика Горбаша) este localitatea de reședință a comunei Velîka Horbașa din raionul Novohrad-Volînskîi, regiunea Jîtomîr, Ucraina.

## Demografie
Componența lingvistică a localității Velîka Horbașa
     Ucraineană (99,39%)
     Alte limbi (0,61%)
Conform recensământului din 2001, majoritatea populației localității Velîka Horbașa era vorbitoare de ucraineană (99,39%), existând în minoritate și vorbitori de alte limbi.